# Gisela Wilbertz
Gisela Wilbertz (* 1945) ist eine deutsche Historikerin.

## Leben
Gisela Wilbertz verfasste ihre Dissertation 1979 über Scharfrichter und Abdecker in Nordwestdeutschland. Bis März 1991 war sie stellvertretende Leiterin des Stadtarchiv – Bochumer Zentrum für Stadtgeschichte. Seit 1991 war sie im Stadtarchiv Lemgo als Leiterin tätig und führte die wissenschaftliche Bearbeitung des Bestands fort, insbesondere der Lemgoer Hexenprozesse. Im August 2005 ging sie in den Ruhestand.
In ihren Forschungen und Veröffentlichungen setzt sie sich mit Regionalgeschichte, Strafrecht im Mittelalter und Hexenverfolgung auseinander. 

## Werke (Auswahl)
- Gisela Wilbertz: Hexenprozesse und Zauberglaube im Hochstift Osnabrück. In: Osnabrücker Mitteilungen Nr. 84, 1978
- Gisela Wilbertz: Scharfrichter und Abdecker im Hochstift Osnabrück. Dissertation, 1979
- Gisela Wilbertz: Jüdische Friedhöfe im heutigen Bochumer Stadtgebiet: Bochum, Wattenscheid, Stiepel. Studienverlag Brockmeyer, 1988
- Gustav Seebold, Gisela Wilbertz: „... der löblichen Apothekerkunst zugethan.“ Zum 300jährigen Jubiläum der Alten Apotheke in Bochum. Bochum: Stadtarchiv, 1991
- Gisela Wilbertz: Bochumer Frauen. Evangelische Stadtakademie Bochum und Oberstadtdirektor der Stadt Bochum (Hrsg.), Bochum 1991